# Moraine Canyon
Il Moraine Canyon (in lingua inglese: Canyon della morena), è un canyon o gola antartica, caratterizzata da pareti molto ripide e lunga 15 km, che incide la parte settentrionale del Nilsen Plateau subito a ovest della Fram Mesa, nei Monti della Regina Maud, in Antartide.
Il canyon è stato mappato dall'United States Geological Survey (USGS) sulla base di rilevazioni e foto aeree scattate dalla U.S. Navy nel periodo 1960-64.
La denominazione è stata assegnata dall'Advisory Committee on Antarctic Names (US-ACAN) perché il fondo della gola è completamente ricoperto da una morena glaciale.